# Cekropie

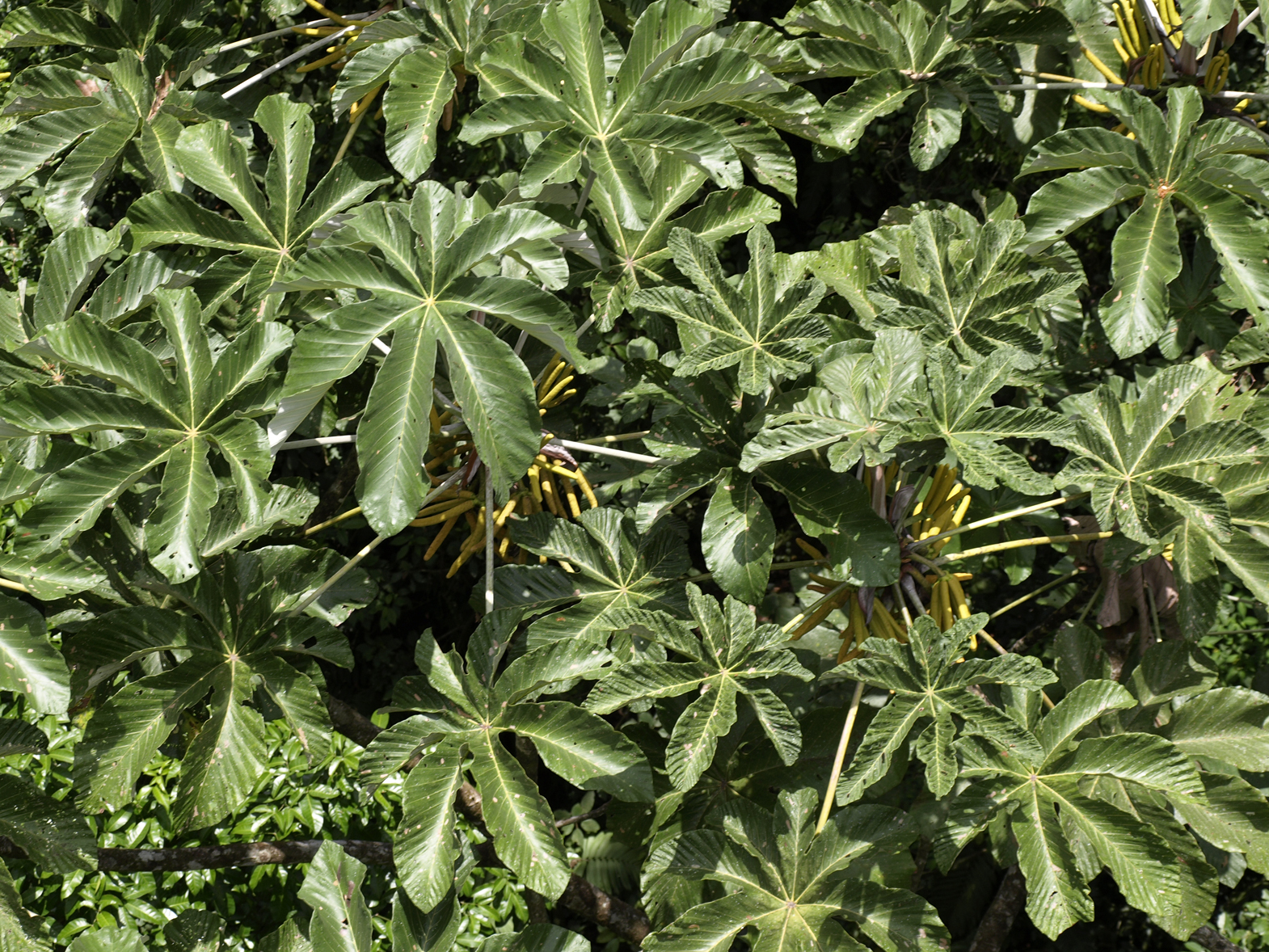
Samičí květy cekropie ukryté pod listy

Cekropie (Cecropia), někdy nazývaná také jaruma,, v oblasti Atlantického pralesa embaúba, je rod stále zelených tropických stromů z čeledě kopřivovitých.

## Anabáze rodu
Původně byl tento rod zařazován do čeledě morušovníkovitých, pak byl v  Tachtadžjanově taxonomickém systému přeložen do nově vytvořené čeledě cekropiovité (Cecropiaceae), která zahrnovala rody s přechodnými znaky mezi čeledi morušovníkovité a čeledi kopřivovité. S  příchodem taxonomického systému APG II byl rod cekropie zařazen do čeledě kopřivovitých.

## Výskyt
Pochází z tropických deštných pralesů Střední i Jižní Ameriky a Karibiku, nejvíce druhů roste v brazilské a kolumbijské Amazonii. Je to strom velmi rychle rostoucí a málo náročný na půdní prostředí, nejlépe mu vyhovují vlhké odvodněné půdy. Rychle zarůstá nově vzniklé holiny po průmyslové těžbě nebo jiné opuštěné či neobdělávané pozemky odkud se rozmnožuje semeny přenášenými zvířaty. Vyrůstá nejčastěji poblíž vodních toků a v záplavových oblastech, kde voda také napomáhá k rozšiřování semen. Tvoří svou korunou nižší patro pralesů. Roste až do nadmořské výšky 2600 m.
Cekropie se jako plevelný strom rychle rozšířila na Malajský poloostrov v Asii, do Pobřeží slonoviny, Senegalu, Zairu a na Madagaskar v Africe, do tropických pralesů severního Queenslandu v Austrálii i na Havajské a další ostrovy v Pacifiku. Tam všude tato invazní rostlina vytlačuje původní floru.
V podmínkách mírného pásu se cekropie pěstuje pouze v botanických zahradách, např. v Teplicích.

## Popis
Cekropie je dekorativní strom, se štíhlým kmenem a otevřenou dobře prosvětlenou korunu, dosahující výšky 10 až 20 m, některé druhy i 30 metrů. Kmen dospělého stromu je prstencovitě zbrázděn, zespodu je odvětven. Dlouhé, tenké, šlachovité větve, rostoucí často v téměř vodorovné poloze, jsou pouze ve vrcholové partii.
Světlý kmen i větve mají v měkkém pórovitém dřevě dutiny, rozsah dutých prostor odvisí od druhu. Dožívají se také rozdílného věku, od běžných 30 až po výjimečných 80 let. Některé druhy mají chůdovité kořeny, které nekotví hlouběji než 3 metry. Kořeny jsou rozloženy spíše vodorovně pod povrchem a dosahují délky okolo 4 metrů, někdy jsou ale dlouhé téměř 15 metrů. Z čerstvých ran vytéká leptavý latex.
Veliké listy, štítnatě postavené, jsou jednoduché, střídavé s dlouhými řapíky, mají čepele měřící 30 až 40 cm. Dlanitě se rozdělují do 7 až 11 obvejčitých lístků, hlavní žíla lístku mívá 14 až 20 páru sekundárních žilek. Svrchu bývají tmavě zelené, zespodu jsou plstnaté, barvy šedé nebo stříbřité. Vytvářejí převislé „deštníky“ o průměru až 1 m. Ještě nerozvité listy jsou nápadně červenavé barvy. Každý odpadnutý list nechává na větvi jizvu, podle rozestupu těchto značek lze určit celkové stáří i životní podmínky stromu v určitém časovém období (sucho, značky jsou blízko).
Stromy jsou dvoudomé, jejich květy jsou jednopohlavné, existují jedinci se samčími květy a jedinci se samičími. Květy vyrůstají v úžlabí listů a jsou pod listy ukryty. Samčí květy tvoří 10 až 15 tenkých, střapcovitých „jehněd“ dlouhých do 10 cm a tlustých 2 až 4 mm, Samičí jsou drobné, s trubkovitým okvětím a jsou uspořádány do úzce válcovitých a prstově roztažených šedých až žlutavých květenství, bývá jich obvykle méně než šest. Bývají delší než 10 cm a jsou hrubé 5 až 10 mm.
Převážně větrem opylené samičí květy začnou bobtnat a vytvářejí měkké a masité plody šedozelené barvy. Jsou dozrálé za 3,5 až 4 měsíce po opylení, mají tvar fazolových lusků, jsou dlouhé až 20 cm a tlusté 15 mm, obsahující stovky droboučkých hnědých semínek, nažek. Do jednoho gramu je až 2500 suchých semen. Stromy kvetou a plody dozrávají po celý rok. Plodit začíná strom ve svých 3 až 4 létech, předpokládá se, že za dobu své životností strom vyprodukuje 6 až 7 milionů semen.
Semena cekropie mohou dřímat v chladné lesní půdě po mnoho let, teprve až jsou osvětlena a zahřátá sluncem, vyklíčí. Patří k tzv. pionýrským stromům, které jako prvé vyrůstají na opuštěném odlesněném pozemku. Rychlým růstem, 2,5 metry za rok, si udržuje náskok před ostatními dřevinami. Má to zapotřebí, protože potřebuje plné slunce, nesnáší zastínění. K rychlému růstu napomáhá i lehké, porézní dřevo s mnoha dutinami, k jehož vytvoření není nutno vynaložit tolik energie. Na druhé straně nepevné dřevo limituje výšku i životnost stromu. Po dosažení své specifické výšky přestává strom růst a za cca 15 až 20 let je předstižen výše vyrůstajícími konkurenty. Jeho koruna se dostává do spodního patra lesa, je zastíněna a strom pomalu chřadne.
V dutých kmenech i větvích většiny druhů symbioticky žijí útoční mravenci rodu Azteca z podčeledě Dolichoderinae, kteří se živí výměšky bohatými na proteiny produkovanými chlupy na bázi řapíku listu. Na oplatu mravenci chrání strom před živočišnými i bylinnými škůdci. Okusují také úponky lián. Cekropie je považována za myrmekofyt.

## Využití
Některé uměle vysazené stromy plní okrasnou funkci, jiné poskytují stín. Listy stromů se živí lenochodi i larvy motýla martináče, měkkými plody zase opice, kaloni i ptáci kteří roznášení po okolí v trusu nová a nová nestrávená semena.
Z měkkého, lehkého dřeva se vyrábějí zápalky, hračky, hudební nástroje, rybářské plováky a lehké přepravky. V kombinaci s cementem slouží jeho drť jako izolační materiál. Z dutých kmenů se vyrábějí vodovodní roury, žlaby a okapy. K výrobě buničiny není pro obsah latexu vhodný. Drsných listů se používá místo smirkového papíru.
Svíravý latex v domorodé medicíně slouží proti bradavicím, oparům, vředům, úplavicí, pohlavním nemocem i hadímu uštknutí. Cekropie má dosud ne zcela vědecky prozkoumané léčebné účinky, výtažky z jejích listů odborníci zkouší využívat k léčbě astmatu, vysokému cholesterolu i hypertense a hlavně diabetu. Další využití je ve zkrášlovací kosmetice, účinnost je prý zaručená a okamžitá.

## Taxonomie
Tento neotropický rod není dosud dostatečně taxonomicky prozkoumán, podle jedné verze je v současnosti uznáváno 61 druhů.